# Кирга (Пермский край)
Кирга — деревня в Куединском районе Пермского края. Входит в состав Большегондырского сельского поселения.

## Географическое положение
Расположена на границе с республикой Башкортостан, примерно в 12 км к юго-западу от села Большой Гондыр и в 31 км к юго-западу от Куеды. Ближайшая железнодорожная станция — о.п. 1245 км, находится к 2 км к югу от деревни.

## Население
| 2010 |
| ---- |
| 538  |

## Топографические карты
- Лист карты P-40-123.